# Mémoires, documents et écrits divers laissés par le Prince de Metternich

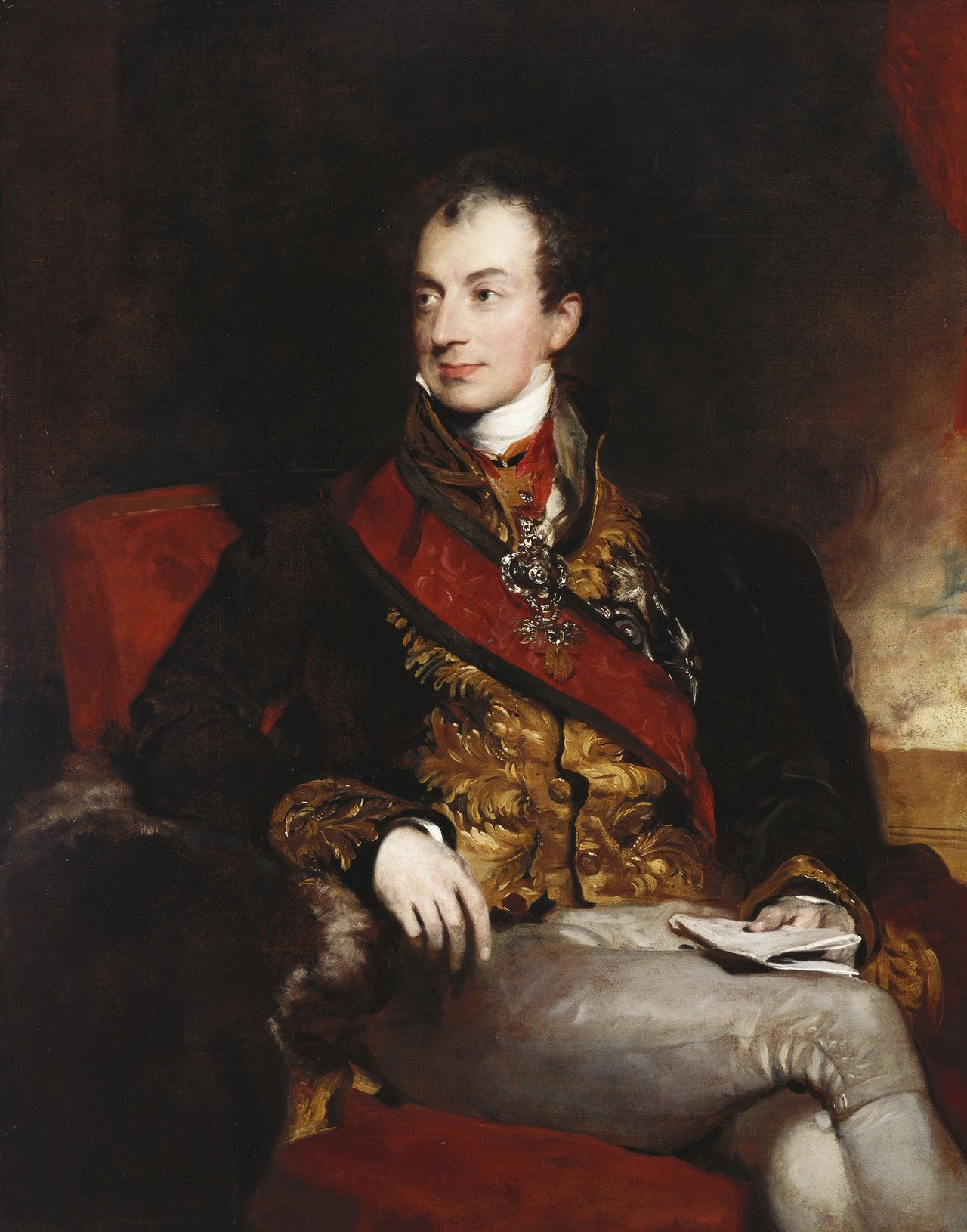
Metternich en un retrato de Thomas Lawrence.

Las Memorias de Metternich constituyen una obra publicada por primera entre 1880 y 1884, consistente en la publicación de diversos escritos de Klemens , príncipe de Metternich, importante político de la Europa de la primera mitad del siglo XIX.

## Historia
La obra sería publicada bajo los auspicios del hijo mayor del protagonista, Richard von Metternich, fruto de su segundo matrimonio con Maria Antonia von Leykam. Aunque en su mayor parte se trataba de material inédito, en parte incorporaba textos ya publicados con anterioridad. Por ejemplo, dos memorias sobre la guerra con Francia escritas por Metternich en Viena con fecha 4 de diciembre de 1808 y ya publicadas en Leipzig en 1871 por Adolf Beer. Coincidiendo con los veinte años de la muerte de su padre y siguiendo el consejo del propio Metternich, su hijo procedió a la publicación de sus escritos, tal y como explica Richard en el prefacio de la obra.
La primera edición fue publicada simultáneamente en alemán y francés, esta última en París por Plon entre 1880 y 1884.
Posteriormente a las ediciones alemana y francesa se publicó la versión inglesa, con una extensión aproximada de la mitad que estas dos.

## Descripción
La obra se divide en ocho volúmenes, agrupados a su vez en tres partes, que se corresponden aproximadamente con las grandes etapas de la vida del personaje:
- Primera parte: Desde el nacimiento de Metternich hasta el Congreso de Viena (1773-1815).
  - Tomo primero: (Digitalizado) 
    - Libro I:  Materiales para servir a la historia de mi vida (1773-1815).
    - Libro II: Retratos de algunos contemporáneos célebres.
    - Libro III: Conjunto de documentos.

  - Tomo segundo: (Digitalizado) 
    - Libro III (continuación): documentos referentes  a la época se la entrada de Metternich al servicio del Estado. Documentos que datan de la época en que Metternich tomó la dirección del Ministerio de Asuntos Exteriores (1809). Documentos pertenecientes a la época de la misión especial el París (1810). Antes y después de la Campaña de Rusia (1811-1812). Época de las alianzas (1813-1814). Comienzo de la era de la Paz.
- Segunda parte: La era de la paz (1816-1848)
  - Tomo tercero: (Digitalizado) 
    - Libro IV: orden de los asuntos del Imperio, conjunto de documentos (1816-1817)
    - Libro V: período de los congresos, conjunto de documentos (1818-1822).

  - Tomo IV: (Digitalizado)
    - Libro VI: Complicaciones en Oriente, conjunto de documentos (1823-1829).

  - Tomo V: (Digitalizado) 
    - Libro VII. La Revolución de Julio y sus consecuencias inmediatas, desde el momento en que estalló hasta la muerte del emperador Francisco. Conjunto de documentos (1830-1835)

  - Tomo VI: (Digitalizado) 
    - Libro VIII: período del reinado del emperador Fernando - conjunto de documentos (1835-1848)

  - Tomo VII: (Digitalizado) 
    - Libro VIII: período del reinado del emperador Fernando - conjunto de documentos (1835-1848). (Continuación y final).
    - Libro IX: Materiales para servir a la historia de mi vida pública.
- Tercera parte: El período de descanso (1848-1859)
  - Tomo VIII: (Digitalizado) 
    - Libro X: Exilio voluntario y retorno. Conjunto de documentos (1848-1858).
    - Libro XI: El año de la muerte del príncipe. Conjunto de documentos (1859)

De acuerdo con Adolf Beer, los escritos de Metternich demuestran un destacado talento literario. Además, según este autor, en sus cartas Metternich:
En sus cartas se muestra como un conversador ameno, que aborda con la misma facilidad temas políticos y sociales, pero sin ningún tipo de juego.

### Individuales
1. ↑  Metternich, Clemens Wenzel Lothar, príncipe de (1880). «Prèface». Mémoires, documents et écrits divers laissés par le prince de Metternich, chancelier de cour et d'état (en francés) 1. París: E. Plon et Cie. pp. v-xi. Consultado el 24 de octubre de 2023.
2. ↑  Nadeau, Ryan M. (2015). «Creating a Statesman: The Early Life of Prince Clemens von Metternich and its Effect on his Political Philosophy». The Gettysburg Historical Journal (en inglés).